# 新田たつお
新田 たつお（にった たつお、1953年（昭和28年）10月25日 - ）は、日本の漫画家。本名・島田 好晴（しまだ よしはる）。大阪府出身。奈良芸術短期大学卒業。血液型B型。

## 人物
少年時代、少年誌に投稿を行い、何度か入選している。高校在学時に『週刊少年サンデー』に掲載された「母と子の詩」でデビュー。短大卒業後、中学校の美術教師を経て、漫画家となる。
1975年に上京し、『月刊少年マガジン』（講談社）に掲載された「台所の鬼」で再デビュー。「新田たつお」というペンネームは元々、友人の名前で、『台所の鬼』の執筆でペンネームとして使用した際、そのままデビューが決まってしまったため、以降もその名をペンネームとして使用している。
初期に手掛けた作品はナンセンスギャグ一辺倒で、初期の代表作『怪人アッカーマン』は下世話な風刺ギャグと破壊的なSFパロディでカルト的な人気があった。最初のヒット作で映画化もされた『ビッグマグナム 黒岩先生』あたりからシリアスなアクションが増え、以降も『こちら凡人組』などのヒットを飛ばす。
1989年に連載を開始した『静かなるドン』では、シリアスなストーリーにギャグを織り交ぜた独特の作品スタイルを確立。同作はベストセラーとなり、映画化、テレビドラマ化、オリジナルビデオ化され、単行本も全108巻と大長編連載となった。
初期から風刺ギャグを得意としていたが『静かなるドン』以降は更に社会風刺性が強くなり、シリアス一辺倒となった作品もある。主人公は、3枚目あるいは2枚目半の小柄で小太り体型で、二面性を持つ者が多いが、中には2枚目的でスマートな事もある。
2013年、日本漫画家協会賞大賞受賞。
妻は漫画家の笹生那実。2020年、漫画家の山下和美が進めていた、東京都世田谷区豪徳寺の洋館（旧尾崎行雄邸）保存運動を笹生から知り、夫妻で協力した。

## 作品リスト
- 台所の鬼 - 『月刊少年マガジン』（1975年 - 1976年）
- 怪人アッカーマン - 『コミックギャング』『別冊漫画アクション』（1978年ごろ）
- なちゅらるキッド - 『週刊漫画サンデー』（1988年以前）
- 出番だ!ヘビー!

『悪役パパ』とタイトルが変更され1993年に映画化。主演は内藤剛志。
- 爆風スマイル - eBookJapan Plus（2014年）
- ガクエン遊び人 - 『週刊少年マガジン』
- ザ・ドン兵衛（織田信長のパロディ漫画）
- ビッグマグナム 黒岩先生 - 『別冊漫画アクション』（1982年 - 1984年）

横山やすし主演で1985年に映画化
2000年にかどたひろしの作画により「新ビッグマグナム 黒岩先生」としてリメイク
- 家庭にほえろ - 『サンデーマンガ』（1983年 - 1985年）[4]
- 突撃 Do Pink - 風俗店取材の漫画化、『週刊アサヒ芸能』（1980年代半ば頃）

1986年、「昭和六十一年・三月三十一日発行週刊アサヒ芸能増刊 絶頂ギャグ激画・ふーぞくグルメ」としてまとめられるが、その後は単行本化はされず。
- 満点ジャック『週刊漫画サンデー』（1984年 - 1986年）

第4巻のみタイトルが「我が愛しの阪神（タイガース）」に変更、1999年7月1日に「猛虎復活・愛しの阪神タイガース」として内容を一部編集される形で復刻された、8巻の「巨人VS阪神果てしなき死闘(エンドレス・ファイト)」が同作の続編にあたるがこちらは(2019年現在の時点で)復刻されていない。
- こちら凡人組 - 『平凡パンチ』（1986年 - 1988年 連載）

泉谷しげる主演で1992年にオリジナルビデオ化
- となりの凡人組

倉田保昭主演で1993年にオリジナルビデオ化
- それからの凡人組

- ラリアント馬場 - 『月刊スポコミ』（一道社）（1981年ごろ）
- 静かなるドン - 『週刊漫画サンデー』（1988年 - 2012年）
  - 静かなるドン-もうひとつの最終章- - 『グランドジャンプ』（2023年 - ）

香川照之主演で1991年にオリジナルビデオ化、2000年に映画化
中山秀征主演で1994年にテレビドラマ化
竹下宏太郎主演で1997年にオリジナルビデオ化
袴田吉彦主演で2009年に映画化
伊藤健太郎主演で2023年、2024年に映画化
- 取締役平並次郎 - 『ビッグコミックスペリオール』（1992年 - 1994年）
- サラ忍マン - 『ビッグコミックスペリオール』（1996年 - 1997年）
- チェン爺 - 『ビッグコミックスペリオール』（2000年 - 2001年）

『ザ・ゲーム』というタイトルで韓国で映画化
- 面くいエグレ警部
- 山本風太郎くん
- 隊務スリップ - 『ビッグコミック』（2014年 - 2016年）
- 凡人組VS.怪人アッカーマン - 『週刊アサヒ芸能』（2017年8月17日・24日合併号）
- 還暦アッカーマン - 『週刊アサヒ芸能』（2019年1月17日号）
- 世田谷イチ古い洋館に来た静かなるドン - 『グランドジャンプ』（2022年No.21）

ほか多数

## アシスタント
- 笠原倫
- ピクピクン